# Beachhandboll vid olympiska sommarspelen för ungdomar 2018
Beachhandboll vid olympiska sommarspelen för ungdomar 2018 spelades den 7–13 oktober på Parque Sarmiento i Buenos Aires. 190 spelare från 15 nationer deltog i turneringen.

## Medaljörer
| Event               | Guld      | Silver   | Brons     |
| Pojkar Detaljer...  | Spanien   | Portugal | Argentina |
| Flickor Detaljer... | Argentina | Kroatien | Ungern    |